# Essendon, Australien

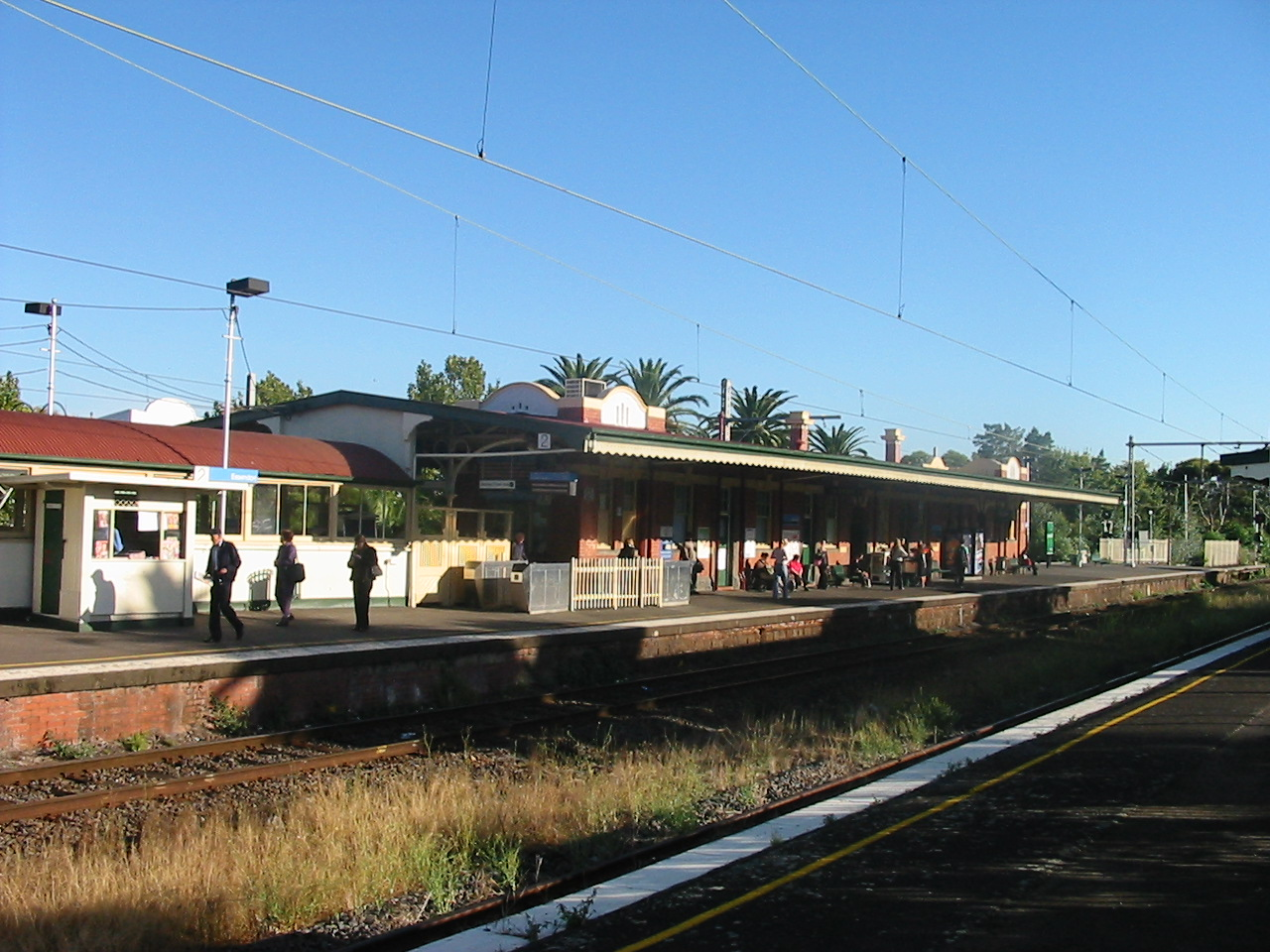
Järnvägsstationen i Essendon.

Essendon är en förort till staden Melbourne i delstaten Victoria, Australien. Den kände personligheten Steve Irwin kom härifrån, liksom sångaren Judith Durham i The Seekers.